# ルイゾン・ボベ
ルイゾン・ボベ（Louison Bobet、1925年3月12日 - 1983年3月13日）はフランス、イル＝エ＝ヴィレーヌ県サンメーン・ルグラン出身の名自転車競技選手。ツール・ド・フランス史上初の総合3連覇を達成した。

## 経歴

### ツール・ド・フランス3連覇への歩み
初出場は第二次世界大戦後初のツール開催となった1947年であったが、途中棄権。その後もツールに参加こそすれ、1950年の総合3位が最高の順位。しかも優勝したフェルディナント・キュプラーに22分19秒もの差をつけられた。当時、ツールは「国別対抗戦」の形式を取っていた。すると、ジーノ・バルタリ、ファウスト・コッピの2強を擁するイタリアの層の厚さが抜きん出ており、またクブラー、ユーゴ・コブレといったスイス勢も強く、地元フランス勢は明らかに劣勢を強いられていた。
しかし、ボベが初のツールを制することになる1953年あたりになると、彼らにも次第に衰えが出始めていた。この年のツールでは、5人のフランス選手がマイヨ・ジョーヌを奪取し、久々に地元勢が大暴れ。対するバルタリらを擁するイタリアは振るわず、スイスもコブレをはじめとしてリタイア選手が続出する展開となっていた。ボベは第18ステージに設けられたツールでは定番の難所、イゾアール峠で一気にスパートをかけそのまま区間優勝を果たすと、前ステージまで総合首位だった同胞のジャン・マレジャックからマイヨを奪い取った。さらにボベは第20ステージの山岳・個人タイムトライアルでも圧勝し、終わってみればマレジャックに14分18秒の差をつけていた。
1954年、ボベは第4ステージの山岳・個人TTを制すると早くもマイヨを奪取し、第7ステージまで堅持。その後はキュプラーらの手に渡ったものの、第14ステージで区間優勝のキュプラーと同タイムの2位でゴールするとマイヨを奪回。その後は総合2位のキュプラー以下を全く寄せ付けず、連覇を達成した。
1955年、ピレネー超えステージ初日の第17ステージでボベは区間2位に入り、ここでマイヨを奪取。しかしベルギーのジャン・ブランカールトが猛追。第17ステージを終えた時点ではブランカールトはボベに7分以上の差をつけられていたが、第18ステージを制し、さらに第21ステージの個人TTも制してボベに4分53秒差まで詰め寄った。しかし最終ステージは平坦ステージということもあり、追撃もここまで。ボベがツール・ド・フランス史上初の3連覇を達成した。
ジロ・デ・イタリアにおいては、当時記録としてアルフレッド・ビンダが1927年から1929年まで3連覇した実績があり、4連覇をかけて出場しようとしたところあまりの強さに主催者から出場辞退を要請されたという経緯があったが、ツールではこれまで、2連覇を達成した選手は4人（1913年、1914年と連覇したフィリップ・ティスは3連覇をかけた1915年の大会を第一次世界大戦のため中止にされてしまった経緯があったが、1920年にも優勝を果たし、ツール史上初の3回目の総合優勝を果たしている。）いたものの、第二次世界大戦後に入って漸くボベが前人未到の3連覇を達成した。
一方、ボベの3連覇中にフランス勢の選手層がかなり厚くなってきたこともあってか、1956年、1957年のツールは出場すらできず、1958年に3年ぶりに出場するものの、フランスチームのエースは、後にボベの3連覇を上回る4連覇を達成することになるジャック・アンクティルとなっていた。この年のツールでは、アンクティルが途中棄権してしまったがボベは完走。しかし優勝したシャルリー・ゴールから遅れること31分39秒の7位に終わった。そして1959年のツールにも出場して途中棄権に終わったが、これがボベが出場した最後のツールとなった。

### その他の実績
ツール以外でも、ボベは数多くのレースを制覇している。世界自転車選手権は1954年、ミラノ～サンレモ、ジロ・ディ・ロンバルディアは1951年、パリ～ニース、グランプリ・デ・ナシオンは1952年、ロンド・ファン・フラーンデレン、ドーフィネ・リベレは1955年、パリ～ルーベは1956年に制覇。またボルドー～パリを1959年に制覇した他、クリテリウム・アンテルナシオナルは1951・52年と連覇を果たしている。また優勝こそできなかったが、1957年のジロでは総合2位に入っている。
1960年に現役を引退後はいくつかの事業を展開する事業家に転身してこれも成功を収め、とりわけサラソセラフィーという海水派生の健康用品については大ヒットを博したという。

## 著書
著書に、自転車ロードレーサーのレース中の心理や戦術、さらに日常の生活態度などを自らの体験を通じて解説した『自転車チャンピオン』（1959年、日本語訳2005年、未知谷）がある。